# Собко Сергій Станіславович
Сергі́й Станісла́вович Собко́ (нар. 11 липня 1984, Літин, Вінницька область) — бригадний генерал Збройних сил України.
Командир 128-ї окремої гірсько-піхотної бригади (2017—2019), начальник штабу — заступник командувача Сил територіальної оборони ЗСУ (2022—2024). Герой України (2015).

## Біографія
Народився 11 липня 1984 року в селищі міського типу Літин, Вінницької області.
2001 року закінчив із золотою медаллю Літинську середню загальноосвітню школу № 2.
2005 року — Одеський військовий інститут Сухопутних військ (дипломом з відзнакою).
Після закінчення інституту був скерований для проходження подальшої служби у 30-ту окрему механізовану бригаду 8-го армійського корпусу Сухопутних військ Збройних сил України, яка дислокується у місті Новоград-Волинський (з 2022 — Звягель) Житомирської області, де пройшов шлях від командира взводу гранатометників до заступника командира бригади.
У 2007—2008 роках виконував миротворчу місію у складі національного контингенту в Косові.
Проходив навчання на курсах підвищення кваліфікації за кордоном: вивчення англійської мови (Канада), ведення бойових дій взимку (Норвегія, 2009), курси офіцерів-спостерігачів (військова база Гоенфельс, Німеччина, 2009), підвищений 9-місячний курс офіцерів піхоти з організації і тактики ведення бою (Форт Беннінг, штат Джорджія, США).
Отримав від громади Новограда-Волинського диплом «Гордість міста — 2013» у номінації «Військова доблесть».
У 2014-му офіцер успішно склав тести і його зарахували на навчання в один з найстаріших вищих навчальних закладів армії США — Командно-штабний коледж армії США у штаті Канзас. Вже мав їхати на навчання, але почалися бойові дії на Донбасі. Пройшов навчання пізніше (Командно-штабний коледж Збройних Сил США,  (Форт Левенворс, США, ступінь Master of Military Art andScience, 2016—2017).

### Особисте життя
Одружений з експерткою зі стратегічних комунікацій Любові Цибульській.

### Російсько-українська війна
З початком російської збройної агресії командир механізованого батальйону 30 ОМБр Сергій Собко у званні майора виконував бойові завдання в районі проведення антитерористичної операції.
27 липня 2014 року батальйонна тактична група під керівництвом Сергія Собка разом із десантниками 95-ї бригади взяла стратегічний плацдарм Савур-могила. Його батальйон забезпечував вихід підрозділів Збройних сил і Державної прикордонної служби з оточення біля кордону з Росією на ділянці від Петрівського до Міусинська. Комбат Сергій Собко став одним з героїв фільму «Рейд. Сила нескорених».
Протягом липня — вересня 2014 року підрозділ під керівництвом Собка виконував завдання на території Луганської області.
На початку 2015 року брав участь у боях у районі міста Дебальцеве, зі своїми бійцями виходив з оточення.
Отримав звання підполковника[коли?], призначений на посаду заступника командира бригади.
З 2016 року проходить підготовку і підвищення кваліфікації слухачем Національного університету оборони України імені Івана Черняховського. Після двох років на фронті підполковник Собко виїхав на навчання до Командно-штабного коледжу армії США, добір до якого пройшов ще до війни. Навчався за міжнародною військовою освітньою програмою ІМЕТ[джерело?].
З серпня 2017 року — командир 128-ї окремої гірсько-піхотної бригади (нині — окрема гірсько-штурмова бригада).
Станом на червень 2018 — полковник.
У 2020—2021 рр. критикував «радянщину» сучасних Збройних сил України.
Після створення у січні 2022 року Сил територіальної оборони ЗСУ призначений начальником штабу — заступником командувача Сил ТрО. На початку повномасштабного вторгнення Росії — один із керівників оборони Києва[джерело?], військовий комендант міста. У березні 2022 року присвоєне звання бригадного генерала.
10 січня 2024 стало відомо, що бригадний генерал Сергій Собко залишає Сили ТрО і йде з посади заступника командувача Сил територіальної оборони.

## Публіцистика
Автор статей про роль піхоти, військове лідерство та професійну військову освіту.

## Нагороди
- Звання Герой України з врученням ордена «Золота Зірка» (23 березня 2015) — за особисту мужність, самовідданість та високий професіоналізм, виявлені у захисті державного суверенітету і територіальної цілісності України[19][20]
- Пам'ятний нагрудний знак «Воїн-миротворець»
- Медаль НАТО «Non Article V»